# Quercus eugeniifolia
Quercus eugeniifolia — вид дуба родини Fagaceae. Ареал виду включає такі території: південь Мексики, Коста-Рика, Сальвадор, Гватемала, Гондурас, Нікарагуа, Панама.